# Scotorythra platycapna
Scotorythra platycapna är en fjärilsart som beskrevs av Edward Meyrick 1899. Scotorythra platycapna ingår i släktet Scotorythra och familjen mätare. Inga underarter finns listade.